# Carolyn B. Maloney

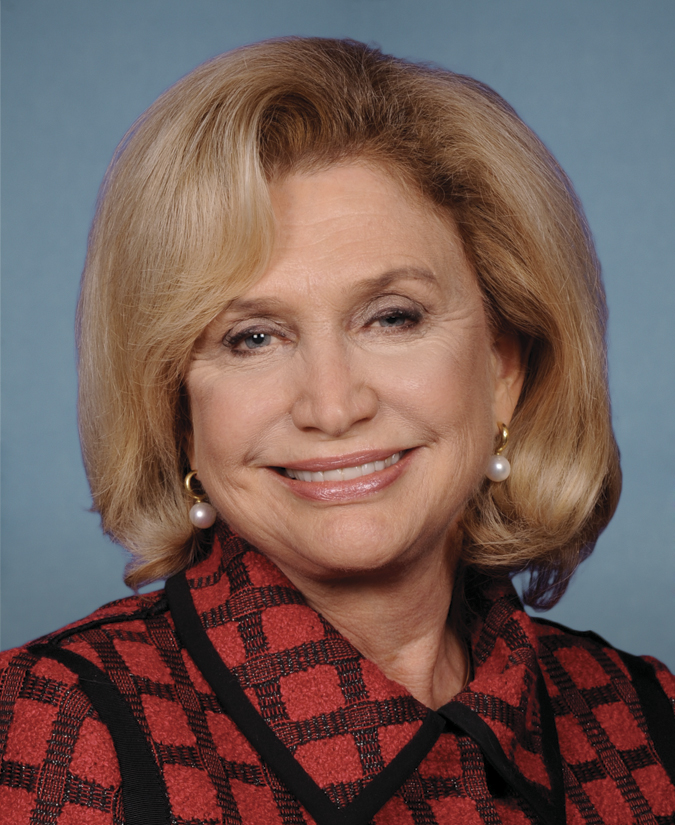
Carolyn B. Maloney

Carolyn Bosher Maloney (* 19. Februar 1946 in Greensboro, North Carolina) ist eine US-amerikanische Politikerin der Demokratischen Partei. Seit 1993 vertritt sie den Bundesstaat New York im Repräsentantenhaus der Vereinigten Staaten, aktuell für den zwölften Distrikt.

## Biografie
Maloney wurde in Greensboro (North Carolina) geboren. Sie schloss am Greensboro College ihre schulische Laufbahn ab. 1970 kam sie nach New York City und entschloss sich, zu bleiben. 1982 wurde sie in die New Yorker Stadtverordnetenversammlung (City Council) gewählt. Ihr gehörte sie bis 1991 und erneut 1992 an.
Im Jahr 1992 wurde Maloney für New York’s 14. Distrikt ins US-Repräsentantenhaus gewählt. Ihr Wahlkreis umfasst Teile von Manhattan, Queens und Roosevelt Island. Nach einem Neuzuschnitt 2013, vertritt sie den 12. Wahlbezirk ihres Staates, der geographisch weitgehend ihrem bisherigen entspricht. Nach dem Tod von Elijah Cummings im Oktober 2019 übernahm Maloney den Vorsitz des Aufsichtsausschusses, der in Donald Trumps erster Präsidentschaft eine zentrale Rolle bei der Amtsenthebungsuntersuchung gegen Trump spielte.
Da sie bei allen bisher 14 folgenden Wahlen, einschließlich der des Jahres 2020, jeweils wiedergewählt wurde, kann sie ihr Mandat bis heute ausüben. Ihre aktuelle Legislaturperiode im Repräsentantenhaus des 117. Kongresses läuft noch bis zum 3. Januar 2023.

Die Primary (Vorwahl) ihrer Partei am 23. August für die Wahlen 2022 konnte sie nicht gewinnen, sie verlor mit 24 zu 56 % gegen Jerrold Lewis Nadler, dem aktuellen Vertreter des 10. Wahlbezirks. Sie wird dadurch am 3. Januar 2023, nach genau 30 Jahren, aus dem Repräsentantenhaus ausscheiden.
Maloney ist verwitwet und lebt in New York City. Sie ist presbyterianischen Glaubens.

## Ausschüsse
Flood ist zuletzt Mitglied in folgenden Ausschüssen des Repräsentantenhauses:
- Committee on Financial Services
  - Housing, Community Development, and Insurance
  - Investor Protection, Entrepreneurship, and Capital Markets
- Committee on Oversight and Reform (Vorsitz)
  - Select Subcommittee on the Coronavirus Crisis